# Ortuťová
Ortuťová (bis 1946 slowakisch „Ortutová“; ungarisch Ortutó) ist eine Gemeinde im Osten der Slowakei mit 216 Einwohnern (Stand 31. Dezember 2024). Sie gehört zum Okres Bardejov, einem Kreis des Prešovský kraj, und wird zur traditionellen Landschaft Šariš gezählt.

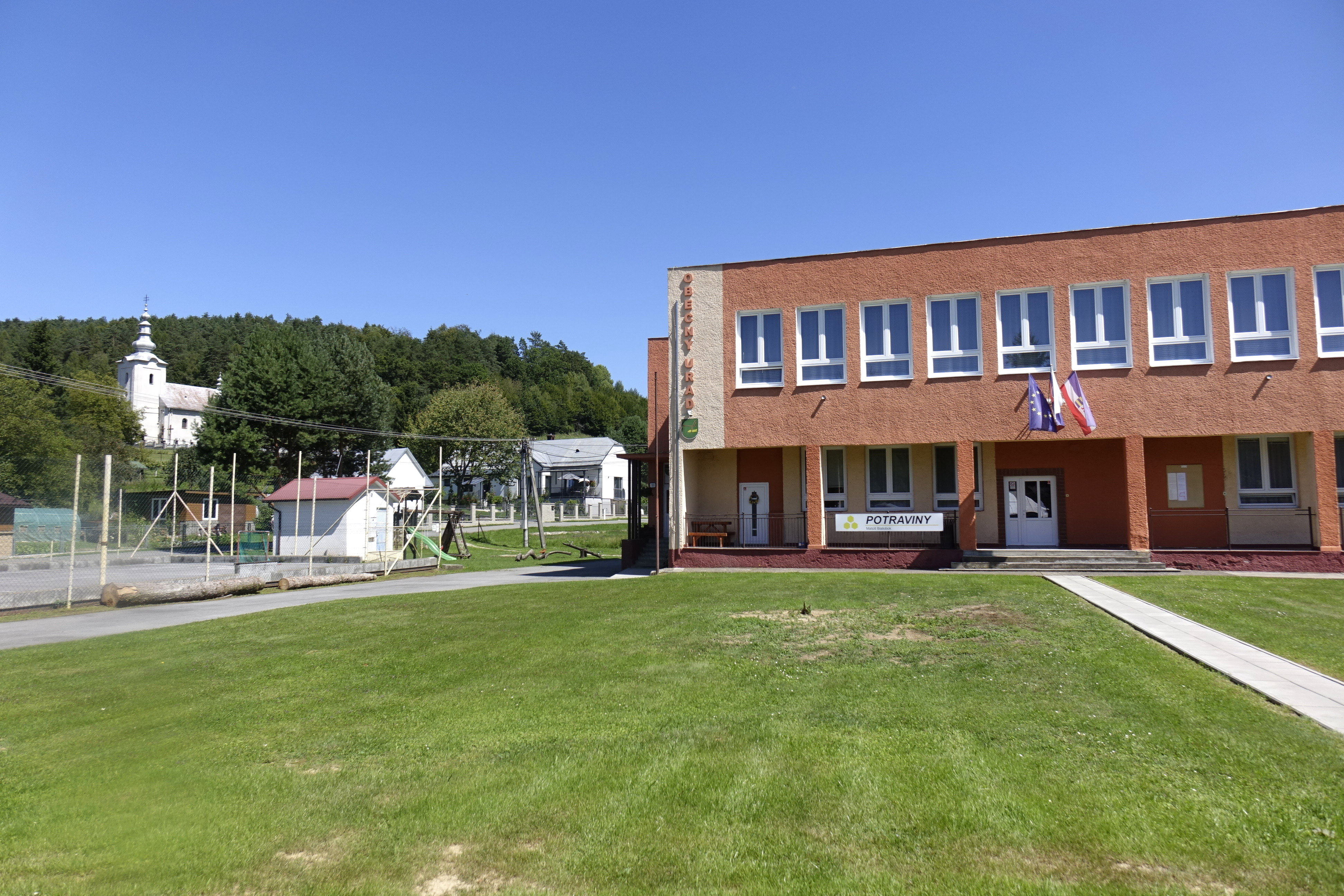
Blick auf den Ort

## Geographie
Die Gemeinde befindet sich in den Niederen Beskiden, noch genauer im Bergland Ondavská vrchovina, im Tal des Baches Cerninka am Zusammenfluss mit dem rechtsseitigen Bach Hažlínka, und im Einzugsgebiet der Topľa. Das Ortszentrum liegt auf einer Höhe von 239 m n.m. und ist 19 Kilometer von Bardejov entfernt (Straßenentfernung).
Nachbargemeinden sind Cernina im Norden und Nordosten, Lipová im Osten, Šašová im Süden und Westen und Hažlín im Nordwesten.

## Geschichte
Ortuťová entstand in der zweiten Hälfte des 14. Jahrhunderts und wurde zum ersten Mal 1414 als Ortholth schriftlich erwähnt, weitere historische Bezeichnungen sind unter anderen Orthowle (1427) und Ortutowa beziehungsweise Ortuto (1618). Zur Zeit der Ersterwähnung war Ortuťová Teil der Herrschaft von Makovica. 1427 wurden 25 Porta verzeichnet, nach einem polnischen Einfall im späten 15. Jahrhundert verminderte sich die Bevölkerungszahl.
1787 hatte die Ortschaft 36 Häuser und 235 Einwohner, 1828 zählte man 38 Häuser und 300 Einwohner, die als Landwirte, Viehhalter und Waldarbeiter beschäftigt waren.
Bis 1918 gehörte der im Komitat Sáros liegende Ort zum Königreich Ungarn und kam danach zur Tschechoslowakei beziehungsweise heute Slowakei. Auch in der Zeit der ersten tschechoslowakischen Republik verblieb die Bevölkerung bei den traditionellen Haupteinnahmequellen. Nach dem Zweiten Weltkrieg pendelte ein Teil der Einwohner zur Arbeit in Industriebetriebe in Bardejov und Košice, die örtliche Einheitliche landwirtschaftliche Genossenschaft (Abk. JRD) wurde im Jahr 1959 gegründet, die zudem eine Säge betrieb.

## Bevölkerung
| Jahr                | 1994 | 2004    | 2014     | 2024     |
| ------------------- | ---- | ------- | -------- | -------- |
| Anzahl der Personen | 199  | 203     | 174      | 216      |
| Unterschied         |      | +2,01 % | −14,28 % | +24,13 % |

| Jahr                | 2023 | 2024    |
| ------------------- | ---- | ------- |
| Anzahl der Personen | 222  | 216     |
| Unterschied         |      | −2,70 % |

Nach der Volkszählung 2011 wohnten in Ortuťová 168 Einwohner, davon 105 Slowaken, 57 Russinen, zwei Roma sowie jeweils ein Tscheche und Ukrainer. Zwei Einwohner machten keine Angabe zur Ethnie.
145 Einwohner bekannten sich zur griechisch-katholischen Kirche, neun Einwohner zur römisch-katholischen Kirche, fünf Einwohner zur Evangelischen Kirche A. B. und ein Einwohner zur orthodoxen Kirche. Zwei Einwohner waren konfessionslos und bei sechs Einwohnern wurde die Konfession nicht ermittelt.

## Baudenkmäler
- griechisch-katholische Erzengel-Michael-Kirche im klassizistischen Stil aus den Jahren 1840–42[6]

## Verkehr
Durch Ortuťová führt die Cesta III. triedy 3515 („Straße 3. Ordnung“) von Dubinné nach Komárov via Hažlín, es zweigen im Ort die Cesta III. triedy 3516 nach Lipová und die Cesta III. triedy 3518 nach Cernina ab.